# Telecom 2D
Telecom 2D war ein französischer Fernsehsatellit der France Télécom S.A. und für den Empfang in Europa auf 5° West positioniert. Über ihn wurden überwiegend französischsprachige Programme und Datendienste gesendet. Weil France Télécom sich auf sein Kerngeschäft konzentrieren wollte, wurde der Satellit an Eutelsat vermietet.
Im November 2012 wurde Telecom 2D außer Betrieb genommen und in einer Friedhofsorbit versetzt.

## Empfang
Der Satellit konnte in Europa empfangen werden. Die Übertragung erfolgte im Ku-Band.